# Mistrovství světa v zápasu řecko-římském 1986
Mistrovství světa v zápasu řecko-římském proběhlo v Budapešti, Maďarsko v roce 1986.

## Výsledky
| Kategorie | Podrobnosti | Zlato                                   | Stříbro                   | Bronz                                       |
| --------- | ----------- | --------------------------------------- | ------------------------- | ------------------------------------------- |
| –48 kg    | podrobně    | Mahaddin Allahverdijev (URS)            | Bratan Cenov (BUL)        | Reinaldo Jiménez (CUB)                      |
| –52 kg    | podrobně    | Sergej Ďuďajev (URS)                    | Jon Rønningen (NOR)       | Acudži Mijahara (JPN)                       |
| –57 kg    | podrobně    | Emil Ivanov (BUL)                       | Timerdžan Kalimulin (URS) | Babis Cholidis (GRE)                        |
| –62 kg    | podrobně    | Kamandar Madžidov (URS)                 | Bogusław Kłozik (POL)     | Živko Vangelov (BUL)                        |
| –68 kg    | podrobně    | Levon Džulfalakjan (URS)                | Tapio Sipilä (FIN)        | Claudio Pasarelli (FRG)                     |
| –74 kg    | podrobně    | Michail Mamijašvili (URS)               | Mirko Jahn (GDR)          | Dobri Ivanov (BUL)                          |
| –82 kg    | podrobně    | Tibor Komáromi (HUN) Bogdan Daras (POL) | medaile neudělena         | Magnus Fredriksson (SWE) Sorin Hercea (ROU) |
| –90 kg    | podrobně    | Andrzej Malina (POL)                    | Atanas Komšev (BUL)       | Jindřich Durčák (TCH)                       |
| –100 kg   | podrobně    | Tamás Gáspár (HUN)                      | Vasile Andrei (ROU )      | Anatolij Fedorenko (URS)                    |
| –130 kg   | podrobně    | Tomas Johansson (SWE)                   | Vladimir Grigorjev (URS)  | László Klauz (HUN)                          |